# Bieliny Poduchowne
Bieliny Poduchowne est une localité polonaise de la gmina de Bieliny, située dans le powiat de Kielce en voïvodie de Sainte-Croix.